# ENAER ECH-02 Ñamcu
Die ENAER ECH-02 Ñamcu ist ein Schulflugzeug des chilenischen Herstellers ENAER.

## Geschichte und Konstruktion
In den späten 1980er Jahren beschloss man bei ENAER nicht nur für den militärischen, sondern auch für den zivilen Markt zu produzieren. So begann man 1986 mit der Entwicklung eines leichten Schulflugzeugs, der Ñamcu. Die Maschine ist als einmotoriger Tiefdecker mit festem Bugradfahrwerk ausgelegt und fast vollständig aus Verbundwerkstoffen gefertigt. Sie wird von einem Lycoming-O-235-N2C-Boxermotor mit 84 kW angetrieben. Die beiden Piloten sitzen nebeneinander im Cockpit. Das Flugzeug sollte als Bausatz für den Amateurbau angeboten werden. Im Zuge der Flugerprobung stürzten zwei der Prototypen ab. Die Entwicklung wurde nach fünf Prototypen eingestellt.

## Technische Daten
| Kenngröße             | Daten                                       |
| --------------------- | ------------------------------------------- |
| Besatzung             | 2                                           |
| Länge                 | 7,1 m                                       |
| Spannweite            | 8,7 m                                       |
| Höhe                  | 2,4 m                                       |
| Flügelfläche          | 21 m²                                       |
| Leermasse             | 546 kg                                      |
| max. Startmasse       | 800 kg                                      |
| Reisegeschwindigkeit  | 235 km/h                                    |
| Höchstgeschwindigkeit | 328 km/h                                    |
| Dienstgipfelhöhe      | 4297 m                                      |
| Reichweite            | 928 km                                      |
| Triebwerke            | 1 × Lycoming-O-235-N2C-Boxermotor mit 84 kW |

## Erhaltene Exemplare
- Ein Exemplar ist im Museo Nacional Aeronautico y del Espacio in Santiago de Chile ausgestellt.